# 郭登庸
郭登庸，字汝徵，山西山陰縣人，明朝政治人物。

## 生平
正德九年（1514年）甲戌科进士。授行人司行人。嘉靖元年（1522年）選陝西道監察御史。嘉靖十年十二月（1532年初），出為湖廣提學副使。嘉靖十二年（1533年），陞應天府府丞。改順天府府丞。嘉靖十五年（1546年），以邊境有警，陞都察院右佥都御史、巡撫宣府。嘉靖十八年（1539年）改巡撫陝西。未任即告病歸。
其为人严正刚介，无人敢以私事干谒。